# Supercoupe de Belgique de football 1991
La Supercoupe de Belgique 1991 est un match de football qui a été joué le 7 août 1991, entre le vainqueur du championnat de division 1 belge 1990-1991, le RSC Anderlecht et le vainqueur de la coupe de Belgique 1990-1991, le FC Bruges.
Le FC Bruges remporte le match après la séance de tirs au but. C'est la cinquième fois que le club remporte le trophée.

## Feuille de match
| Titulaires : |  |
| |  |
| GK Filip De Wilde · RB Bertrand Crasson · CB Graeme Rutjes · CB Wim Kooiman · LB Michel De Wolf · RM Luis Oliveira 46e · CM Charly Musonda · CM Marc Degryse 26e · LM Danny Boffin 81e · CF Luc Nilis 27e · CF Johnny Bosman 78e · |  |
| Remplaçants : |  |
| RW Gert Verheyen 78e · CM Alain Van Baekel 81e · |  |
| Entraîneur : |  |
| Aad de Mos |  |

| Titulaires : |  |
| |  |
| GK Dany Verlinden · RB Peter Creve 75e · CB László Disztl 5e · CB Pascal Plovie 65e · LB Vital Borkelmans 45e · RM Claude Verspaille · CM Franky Van der Elst · CM Lorenzo Staelens · LM Stephan Van Der Heyden · CF Foeke Booy 28e · CF Tomasz Dziubiński · |  |
| Remplaçants : |  |
| RB Marc Schaessens 75e · CB Rudi Cossey 65e · |  |
| Entraîneur : |  |
| Hugo Broos |  |

| Titulaires : |  |
| |  |
| GK Filip De Wilde · RB Bertrand Crasson · CB Graeme Rutjes · CB Wim Kooiman · LB Michel De Wolf · RM Luis Oliveira 46e · CM Charly Musonda · CM Marc Degryse 26e · LM Danny Boffin 81e · CF Luc Nilis 27e · CF Johnny Bosman 78e · |  |
| Remplaçants : |  |
| RW Gert Verheyen 78e · CM Alain Van Baekel 81e · |  |
| Entraîneur : |  |
| Aad de Mos |  |

| Titulaires : |  |
| |  |
| GK Dany Verlinden · RB Peter Creve 75e · CB László Disztl 5e · CB Pascal Plovie 65e · LB Vital Borkelmans 45e · RM Claude Verspaille · CM Franky Van der Elst · CM Lorenzo Staelens · LM Stephan Van Der Heyden · CF Foeke Booy 28e · CF Tomasz Dziubiński · |  |
| Remplaçants : |  |
| RB Marc Schaessens 75e · CB Rudi Cossey 65e · |  |
| Entraîneur : |  |
| Hugo Broos |  |